# ستيفان تشارلز
ستيفان تشارلز هو لاعب كرة قدم أمريكية كندي، ولد في 9 يونيو 1988 في أوشاوا في كندا.

## وصلات خارجية
- ستيفان تشارلز على موقع مرجع كرة القدم المحترفة.كوم (الإنجليزية)